# Коровяков, Дмитрий Дмитриевич
Дмитрий Дмитриевич Коровяков (1849—1895) — русский писатель, критик и театральный педагог; один из авторов Энциклопедического словаря Брокгауза и Ефрона.

## Биография
Дмитрий Коровяков родился в 1849 году. Окончил курс в Петербургском университете по юридическому факультету. 
Кроме постоянных рецензий и отчетов о текущей деятельности петербургских театров, печатал также статьи по общим вопросам сценического искусства («Ежегоднике императорских т-ров», «Русском вестнике», «Новостях сезона» и др.; сборник «Вокруг театра», 1894). Будучи в течение шести лет (1882—1888) директором основанной по его же инициативе Обществом любителей сценического искусства («Русским литературно-театральным обществом») первой частной драматической школы, Коровяков занимал там кафедру преподавателя декламации. Составил первые учебные пособия по сценической речи.
В 1880-е гг. занимался созданием первых частных русских театров в Петербурге.

## Избранная библиография
- Искусство выразительного чтения. СПб., 1892.
- Этюды выразительного чтения художественных литературных произведений. СПб., 1893.
- Вокруг театра. [Сб. статей]. СПб., 1894.
- Письма об искусстве // Русский вестник. СПб., 1890. Т. 209, № 8. с. 252—276.
- Коровяков Д. Д. И. И. Сосницкий // Ежегодник Императорских театров. Сезон 1892—1893. СПб., 1894. С. 398—426.
- Коровяков Д. Д. А. С. Яковлев, русский трагический актер // Ежегодник Императорских театров. Сезон 1893—1894, Приложение кн. 1. СПб., 1894. С. 1—51.
- Д. Д. Коровяков // Северный вестник. СПб., 1895. № 3, отд. 2. С. 107—108.